# Aventurile Baronului Munchausen
Aventurile Baronului Munchausen (titlu original The Adventures of Baron Munchausen) este un film de comedie britanic din 1988 regizat de Terry Gilliam, cu John Neville, Sarah Polley, Eric Idle, Jonathan Pryce, Oliver Reed, Uma Thurman și Robin Williams în rolurile principale.
Gilliam se referă la Aventurile Baronului Munchausen ca fiind al treilea din Trilogia Imaginației („Trilogy of Imagination”), fiind precedat de Bandiții timpului (1981) și Brazil (1986).

## Distribuția
- John Neville este Baronul Munchausen
- Sarah Polley este Sally Salt
- Eric Idle este Berthold/Desmond
- Jonathan Pryce este The Right Ordinary Horatio Jackson
- Oliver Reed este Vulcan
- Uma Thurman este Venus/Rose
- Charles McKeown este Rupert/Adolphus
- Winston Dennis este Bill/Albrecht
- Jack Purvis este Jeremy/Gustavus
- Valentina Cortese este Regina Ariadne/Violet
- Bill Paterson este Henry Salt
- Peter Jeffrey este Sultanul
- Alison Steadman este Daisy
- Ray Cooper este Funcționarul
- Don Henderson este Comandantul
- Sting (scurtă apariție) este Ofițerul eroic
- Terry Gilliam (necreditat) este Cântărețul din Pește
- Robin Williams este Regele din Lună (Creditat ca Ray D. Tutto)

## Producție
Filmul regizorului ceh Karel Zeman, Baronul de Münchhausen (Baron Prášil, 1962), a fost proiectat la British Film Institute în anii 1980.  Terry Gilliam, a fost inspirat de acest film și propria sa versiune a poveștilor lui Münchausen a apărut în 1988.